# نیکه ۳۰۷
سیارک ۳۰۷ (به انگلیسی: 307 Nike) سیصد و هفتمین سیارک کشف شده‌است که در ۵ مارس ۱۸۹۱ و در نیس کشف شد.
قدر مطلق سیارک برابر ۱۰٫۱۲ است.